# Segunda División de México 1977-78
La Temporada 1977-78 de la Segunda División de México fue el XXIX torneo de la historia de la segunda categoría del fútbol mexicano. El Club Atlético Zacatepec se proclamó campeón por cuarta ocasión, tras vencer al Club Deportivo Irapuato en la serie final por el campeonato. Los cañeros de esta manera retornaron a la Primera División un año después de haber descendido a la Segunda categoría.

## Cambios
- Se introdujo una nueva regla, a partir de este torneo se otorgó un punto adicional al equipo que tuviera una victoria por dos o más goles de ventaja sobre su rival, por lo que esas victorias le otorgaron tres puntos al ganador.
- Atlante subió a Primera División.
- Zacatepec descendió desde el máximo circuito.
- Celaya descendió a Tercera División.
- Estado de México ascendió desde dicha categoría.
- Azucareros de Córdoba cambió su nombre a Universidad Veracruzana de Córdoba tras pasar a depender de la casa de estudios.
- Frailes de Ciudad Sahagún se convirtió en Inter de Acapulco tras cambiar de nombre y sede.

### Durante la temporada
- Después de la jornada 4 Tampico subió a Primera División debido a que sus dueños compraron al San Luis del máximo circuito. La plaza del Tampico fue ocupada por Bachilleres, equipo filial de Leones Negros de la UdeG. El nuevo club se estableció en Ocotlán.
- Después de la jornada 15 UAEM se convirtió en Coyotes Neza tras ser comprado por nuevos propietarios, ellos determinaron mover al equipo de Toluca a Ciudad Nezahualcóyotl y darle una nueva identidad.

## Formato de competencia
Los veinticuatro equipos se dividen en cuatro grupos de seis, manteniendo los juegos entre los 24 clubes en un formato de todos contra todos a visita recíproca en 46 jornadas. Los dos primeros lugares de cada agrupación se clasifican a la liguilla en donde los ocho clubes se reparten en dos grupos de cuatro conjuntos siendo los líderes los que jugarán la final por el campeonato a visita recíproca.  Por su parte, el último lugar en puntaje descenderá a la Tercera División.

## Equipos participantes

### Equipos por Entidad Federativa
| Entidad Federativa | N.º | Equipos                                     |
| ------------------ | --- | ------------------------------------------- |
| Guanajuato         | 3   | Irapuato, Salamanca y Tecnológico de Celaya |
| Morelos            | 3   | Cuautla, Morelos y Zacatepec                |
| Tamaulipas         | 3   | Bravos, Tampico y Victoria                  |
| Jalisco            | 3   | Bachilleres, Nacional y Tapatío             |
| Estado de México   | 2   | Osos Grises y Neza/UAEM                     |
| Michoacán          | 2   | La Piedad y Morelia                         |
| Querétaro          | 2   | Estudiantes de Querétaro y Querétaro        |
| Veracruz           | 2   | U.V. Córdoba y Tuberos                      |
| Colima             | 1   | Colima                                      |
| Guerrero           | 1   | Inter                                       |
| Hidalgo            | 1   | Pachuca                                     |
| Nayarit            | 1   | Tepic                                       |
| Puebla             | 1   | Nuevo Necaxa                                |

### Información sobre los equipos participantes
| Equipo                  | Ciudad                                  | Estadio                   |
| ----------------------- | --------------------------------------- | ------------------------- |
| Atlético Morelia        | Morelia, Michoacán                      | Venustiano Carranza       |
| Bachilleres de Ocotlán  | Ocotlán, Jalisco                        | Municipal de Ocotlán      |
| Bravos de Ciudad Madero | Ciudad Madero, Tamaulipas               | Tamaulipas                |
| Colima                  | Colima, Colima                          | Colima                    |
| Coyotes Neza            | Ciudad Nezahualcóyotl, Estado de México | Metropolitano de Neza     |
| Cuautla                 | Cuautla, Morelos                        | Isidro Gil Tapia          |
| Estado de México        | Toluca, Estado de México                | Toluca 70'                |
| Estudiantes Querétaro   | Santiago de Querétaro, Querétaro        | Municipal de Querétaro    |
| Inter de Acapulco       | Acapulco, Guerrero                      | Unidad Deportiva Acapulco |
| Irapuato                | Irapuato, Guanajuato                    | Irapuato                  |
| La Piedad               | La Piedad, Michoacán                    | Juan N. López             |
| Morelos                 | Cuernavaca, Morelos                     | Centenario                |
| Nacional                | Ciudad Guzmán, Jalisco                  | Municipal Santa Rosa      |
| Nuevo Necaxa            | Nuevo Necaxa, Puebla                    | 14 de Diciembre           |
| Pachuca                 | Pachuca, Hidalgo                        | Revolución Mexicana       |
| Querétaro               | Santiago de Querétaro, Querétaro        | Municipal de Querétaro    |
| Salamanca               | Salamanca, Guanajuato                   | El Molinito               |
| Tampico                 | Tampico, Tamaulipas                     | Tamaulipas                |
| Tapatío                 | Guadalajara, Jalisco                    | Anacleto Macías           |
| Tecnológico de Celaya   | Celaya, Guanajuato                      | Miguel Alemán Valdés      |
| Tepic                   | Tepic, Nayarit                          | Nicolás Álvarez Ortega    |
| Tuberos de Veracruz     | Veracruz, Veracruz                      | Veracruzano               |
| U.A.E.M.                | Toluca, Estado de México                | Toluca 70'                |
| U.V. de Córdoba         | Córdoba, Veracruz                       | Rafael Murillo Vidal      |
| Victoria                | Ciudad Victoria, Tamaulipas             | Marte R. Gómez            |
| Zacatepec               | Zacatepec, Morelos                      | Agustín Coruco Díaz       |

## Grupos

### Grupo 1
| Pos. | Equipo                   | Pts. | PJ | G  | E  | P  | GF | GC | Dif. | Clasificación               |
| ---- | ------------------------ | ---- | -- | -- | -- | -- | -- | -- | ---- | --------------------------- |
| 1    | Zacatepec (C)            | 98   | 46 | 32 | 13 | 1  | 99 | 25 | +74  | Cuadrangular de la liguilla |
| 2    | Morelos                  | 72   | 46 | 22 | 14 | 10 | 70 | 40 | +30  | Cuadrangular de la liguilla |
| 3    | Tapatío                  | 55   | 46 | 17 | 13 | 16 | 71 | 71 | 0    |                             |
| 4    | Colima                   | 51   | 46 | 14 | 17 | 15 | 70 | 70 | 0    |                             |
| 5    | Estudiantes de Querétaro | 50   | 46 | 15 | 11 | 20 | 59 | 77 | −18  |                             |
| 6    | Deportivo Tepic          | 46   | 46 | 13 | 15 | 18 | 52 | 70 | −18  |                             |

 Fuente: RSSSF

### Grupo 2
| Pos. | Equipo                | Pts. | PJ | G  | E  | P  | GF | GC | Dif. | Clasificación               |
| ---- | --------------------- | ---- | -- | -- | -- | -- | -- | -- | ---- | --------------------------- |
| 1    | Atlético Morelia      | 64   | 46 | 22 | 13 | 11 | 65 | 45 | +20  | Cuadrangular de la liguilla |
| 2    | La Piedad             | 61   | 46 | 19 | 11 | 16 | 76 | 65 | +11  | Cuadrangular de la liguilla |
| 3    | Nuevo Necaxa          | 50   | 46 | 16 | 12 | 18 | 59 | 54 | +5   |                             |
| 4    | Tecnológico de Celaya | 39   | 46 | 9  | 13 | 24 | 57 | 91 | −34  |                             |
| 5    | Pachuca               | 33   | 46 | 8  | 12 | 26 | 46 | 81 | −35  |                             |
| 6    | Inter de Acapulco     | 33   | 46 | 10 | 10 | 26 | 44 | 86 | −42  |                             |

 Fuente: RSSSF

### Grupo 3
| Pos. | Equipo                | Pts. | PJ | G  | E  | P  | GF | GC | Dif. | Clasificación               |
| ---- | --------------------- | ---- | -- | -- | -- | -- | -- | -- | ---- | --------------------------- |
| 1    | Tuberos de Veracruz   | 68   | 46 | 23 | 11 | 12 | 78 | 49 | +29  | Cuadrangular de la liguilla |
| 2    | Salamanca             | 62   | 46 | 20 | 13 | 13 | 65 | 54 | +11  | Cuadrangular de la liguilla |
| 3    | Querétaro             | 59   | 46 | 18 | 13 | 15 | 61 | 52 | +9   |                             |
| 4    | Nacional              | 57   | 46 | 15 | 17 | 14 | 62 | 57 | +5   |                             |
| 5    | Tampico / Bachilleres | 57   | 46 | 17 | 14 | 15 | 72 | 72 | 0    |                             |
| 6    | Ciudad Madero         | 50   | 46 | 15 | 12 | 19 | 58 | 70 | −12  |                             |

 Fuente: RSSSF
Notas:
1. ↑  El Tampico compró la franquicia del San Luis de la Primera División, por lo que tuvo que ceder su lugar a Bachilleres de Ocotlán en la jornada 4.

### Grupo 4
| Pos. | Equipo              | Pts. | PJ | G  | E  | P  | GF | GC | Dif. | Clasificación               |
| ---- | ------------------- | ---- | -- | -- | -- | -- | -- | -- | ---- | --------------------------- |
| 1    | Irapuato            | 79   | 46 | 25 | 14 | 7  | 99 | 48 | +51  | Cuadrangular de la liguilla |
| 2    | Estado de México    | 56   | 46 | 17 | 15 | 14 | 69 | 66 | +3   | Cuadrangular de la liguilla |
| 3    | UAEM / Coyotes Neza | 53   | 46 | 14 | 19 | 13 | 58 | 54 | +4   |                             |
| 4    | Cuautla             | 53   | 46 | 16 | 14 | 16 | 60 | 67 | −7   |                             |
| 5    | UV de Córdoba       | 38   | 46 | 11 | 12 | 23 | 55 | 78 | −23  |                             |
| 6    | Ciudad Victoria (D) | 21   | 46 | 5  | 10 | 31 | 33 | 96 | −63  | Descenso de categoría       |

 Fuente: RSSSF
Notas:
1. ↑  El equipo de la UAEM fue adquirido y movido de sede a Nezahualcóyotl, para jugar bajo el nombre de Coyotes Neza desde la jornada 14.

## Tabla general
| Pos. | Equipo                   | Pts. | PJ | G  | E  | P  | GF | GC | Dif. | Clasificación               |
| ---- | ------------------------ | ---- | -- | -- | -- | -- | -- | -- | ---- | --------------------------- |
| 1    | Zacatepec (C)            | 98   | 46 | 32 | 13 | 1  | 99 | 25 | +74  | Cuadrangular de la liguilla |
| 2    | Irapuato                 | 79   | 46 | 25 | 14 | 7  | 99 | 48 | +51  | Cuadrangular de la liguilla |
| 3    | Morelos                  | 72   | 46 | 22 | 14 | 10 | 70 | 40 | +30  | Cuadrangular de la liguilla |
| 4    | Tuberos de Veracruz      | 68   | 46 | 23 | 11 | 12 | 78 | 49 | +29  | Cuadrangular de la liguilla |
| 5    | Atlético Morelia         | 64   | 46 | 22 | 13 | 11 | 65 | 45 | +20  | Cuadrangular de la liguilla |
| 6    | Salamanca                | 62   | 46 | 20 | 13 | 13 | 65 | 54 | +11  | Cuadrangular de la liguilla |
| 7    | La Piedad                | 61   | 46 | 19 | 11 | 16 | 76 | 65 | +11  | Cuadrangular de la liguilla |
| 8    | Querétaro                | 59   | 46 | 18 | 13 | 15 | 61 | 52 | +9   |                             |
| 9    | Estado de México         | 56   | 46 | 17 | 15 | 14 | 69 | 66 | +3   | Cuadrangular de la liguilla |
| 10   | Nacional                 | 57   | 46 | 15 | 17 | 14 | 62 | 57 | +5   |                             |
| 11   | Tampico / Bachilleres    | 57   | 46 | 17 | 14 | 15 | 72 | 72 | 0    |                             |
| 12   | Tapatío                  | 55   | 46 | 17 | 13 | 16 | 71 | 71 | 0    |                             |
| 13   | UAEM / Coyotes Neza      | 53   | 46 | 14 | 19 | 13 | 58 | 54 | +4   |                             |
| 14   | Cuautla                  | 53   | 46 | 16 | 14 | 16 | 60 | 67 | −7   |                             |
| 15   | Colima                   | 51   | 46 | 14 | 17 | 15 | 70 | 70 | 0    |                             |
| 16   | Nuevo Necaxa             | 50   | 46 | 16 | 12 | 18 | 59 | 54 | +5   |                             |
| 17   | Ciudad Madero            | 50   | 46 | 15 | 12 | 19 | 58 | 70 | −12  |                             |
| 18   | Estudiantes de Querétaro | 50   | 46 | 15 | 11 | 20 | 59 | 77 | −18  |                             |
| 19   | Deportivo Tepic          | 46   | 46 | 13 | 15 | 18 | 52 | 70 | −18  |                             |
| 20   | Tecnológico de Celaya    | 39   | 46 | 9  | 13 | 24 | 57 | 91 | −34  |                             |
| 21   | UV de Córdoba            | 38   | 46 | 11 | 12 | 23 | 55 | 78 | −23  |                             |
| 22   | Pachuca                  | 33   | 46 | 8  | 12 | 26 | 46 | 81 | −35  |                             |
| 23   | Inter de Acapulco        | 33   | 46 | 10 | 10 | 26 | 44 | 86 | −42  |                             |
| 24   | Ciudad Victoria (D)      | 21   | 46 | 5  | 10 | 31 | 33 | 96 | −63  | Descenso de categoría       |

 Fuente: RSSSF
Notas:
1. ↑  El Tampico compró la franquicia del San Luis de la Primera División, por lo que tuvo que ceder su lugar a Bachilleres de Ocotlán en la jornada 4.
2. ↑  El equipo de la UAEM fue adquirido y movido de sede a Nezahualcóyotl, para jugar bajo el nombre de Coyotes Neza desde la jornada 14.

## Resultados
| Local \ Visitante   | BRA | COL | CUA | EDM | EST | INT | IRA | LPD | MOR | MOS | NAC | NEC | PAC | QUE | SAL | TAB | TAP | TEC | TEP | TUB | UMC | UVC | VIC | ZAC |
| ------------------- | --- | --- | --- | --- | --- | --- | --- | --- | --- | --- | --- | --- | --- | --- | --- | --- | --- | --- | --- | --- | --- | --- | --- | --- |
| Bravos              | —   | 0–0 | 3–0 | 0–1 | 2–0 | 4–1 | 1–1 | 2–0 | 1–0 | 1–0 | 1–1 | 2–1 | 3–0 | 1–1 | 2–1 | 2–3 | 1–3 | 5–1 | 2–0 | 1–1 | 0–0 | 1–1 | 2–1 | 0–3 |
| Colima              | 1–1 | —   | 1–3 | 1–0 | 7–1 | 3–1 | 2–1 | 3–1 | 1–1 | 1–1 | 1–1 | 1–1 | 2–1 | 1–0 | 1–1 | 1–1 | 2–1 | 4–1 | 1–1 | 2–4 | 1–0 | 5–2 | 3–3 | 1–1 |
| Cuautla             | 1–2 | 2–2 | —   | 2–2 | 3–0 | 1–1 | 1–1 | 3–1 | 2–1 | 0–0 | 1–1 | 0–0 | 6–0 | 0–3 | 1–0 | 1–0 | 3–0 | 3–2 | 1–1 | 1–3 | 1–0 | 1–1 | 3–1 | 0–4 |
| Estado de México    | 6–1 | 1–1 | 0–1 | —   | 0–0 | 3–3 | 2–2 | 2–1 | 2–1 | 1–0 | 1–1 | 3–2 | 3–0 | 2–1 | 2–1 | 2–2 | 2–4 | 1–1 | 3–1 | 1–0 | 2–2 | 4–1 | 1–1 | 1–2 |
| Estudiantes Qro.    | 3–1 | 1–0 | 3–1 | 0–2 | —   | 1–1 | 0–1 | 0–1 | 1–3 | 1–3 | 3–1 | 1–2 | 0–0 | 2–0 | 3–1 | 1–1 | 3–2 | 4–1 | 1–2 | 0–1 | 3–3 | 1–0 | 2–0 | 1–3 |
| Inter Acapulco      | 3–1 | 2–3 | 2–1 | 1–1 | 1–1 | —   | 1–0 | 0–2 | 0–1 | 0–5 | 2–1 | 0–1 | 2–1 | 0–0 | 0–1 | 1–0 | 1–0 | 0–0 | 1–2 | 2–2 | 1–0 | 1–4 | 3–0 | 0–2 |
| Irapuato            | 6–1 | 3–2 | 4–0 | 5–0 | 2–2 | 5–1 | —   | 5–1 | 1–1 | 1–0 | 4–0 | 1–0 | 1–0 | 2–0 | 4–4 | 5–1 | 1–1 | 4–2 | 4–0 | 1–0 | 2–0 | 3–0 | 3–0 | 0–0 |
| La Piedad           | 3–0 | 2–1 | 3–1 | 3–0 | 0–2 | 4–2 | 2–1 | —   | 1–0 | 1–1 | 3–1 | 0–0 | 6–0 | 1–1 | 0–0 | 1–1 | 2–3 | 2–0 | 1–1 | 2–3 | 2–1 | 2–0 | 2–1 | 1–1 |
| Morelia             | 1–0 | 1–0 | 2–4 | 1–1 | 0–0 | 1–0 | 1–0 | 3–0 | —   | 3–1 | 0–0 | 2–2 | 1–0 | 3–2 | 2–0 | 0–0 | 2–1 | 2–2 | 2–1 | 1–2 | 3–1 | 2–0 | 6–1 | 0–0 |
| Morelos             | 4–0 | 2–1 | 1–0 | 1–1 | 3–1 | 1–0 | 1–0 | 2–1 | 1–1 | —   | 2–0 | 2–0 | 1–0 | 0–2 | 2–1 | 3–0 | 1–1 | 3–1 | 2–0 | 1–1 | 1–1 | 3–0 | 2–0 | 2–0 |
| Nacional            | 0–0 | 2–2 | 1–1 | 1–0 | 2–0 | 3–0 | 1–1 | 5–4 | 4–2 | 3–3 | —   | 0–1 | 2–0 | 0–0 | 1–1 | 3–1 | 3–0 | 3–1 | 4–2 | 1–2 | 1–2 | 0–1 | 4–0 | 0–0 |
| Nuevo Necaxa        | 1–1 | 3–1 | 1–2 | 2–0 | 0–2 | 2–0 | 2–2 | 2–3 | 0–1 | 0–1 | 2–1 | —   | 2–3 | 1–0 | 2–3 | 0–1 | 1–0 | 2–1 | 5–0 | 0–1 | 0–0 | 2–1 | 5–1 | 0–1 |
| Pachuca             | 0–1 | 0–1 | 1–2 | 2–1 | 3–1 | 1–1 | 2–2 | 3–2 | 1–1 | 1–3 | 0–3 | 2–2 | —   | 1–1 | 0–1 | 2–2 | 1–1 | 3–1 | 2–0 | 3–0 | 1–3 | 1–2 | 3–1 | 0–2 |
| Querétaro           | 4–1 | 0–0 | 2–0 | 2–0 | 0–1 | 3–1 | 2–2 | 0–2 | 1–2 | 1–1 | 4–3 | 0–0 | 1–0 | —   | 0–0 | 3–2 | 3–1 | 2–1 | 4–1 | 2–1 | 2–2 | 1–0 | 4–1 | 0–0 |
| Salamanca           | 1–0 | 0–2 | 2–0 | 1–1 | 2–0 | 2–0 | 1–3 | 1–1 | 0–1 | 2–1 | 2–0 | 1–1 | 3–1 | 1–0 | —   | 2–1 | 5–1 | 3–1 | 2–2 | 1–0 | 2–1 | 1–1 | 2–0 | 2–3 |
| Tampico/Bachilleres | 0–5 | 5–3 | 3–0 | 0–3 | 2–1 | 3–1 | 1–2 | 2–1 | 3–2 | 4–2 | 1–1 | 1–1 | 1–1 | 1–3 | 3–0 | —   | 1–1 | 1–0 | 3–1 | 3–1 | 1–0 | 3–2 | 3–0 | 1–2 |
| Tapatío             | 3–0 | 3–1 | 3–1 | 2–5 | 2–3 | 3–1 | 1–1 | 2–2 | 1–0 | 1–0 | 0–1 | 2–2 | 2–1 | 1–1 | 2–1 | 2–1 | —   | 7–0 | 2–2 | 0–0 | 1–2 | 1–0 | 3–0 | 0–0 |
| Tec Celaya          | 0–0 | 4–1 | 1–1 | 1–2 | 2–2 | 2–0 | 3–1 | 0–2 | 2–1 | 2–2 | 4–0 | 2–0 | 1–1 | 1–2 | 0–4 | 0–0 | 0–0 | —   | 0–1 | 1–1 | 0–1 | 1–2 | 3–1 | 2–2 |
| Tepic               | 2–1 | 1–0 | 1–1 | 0–1 | 4–1 | 0–0 | 2–3 | 2–1 | 0–1 | 2–0 | 0–0 | 2–1 | 1–0 | 3–0 | 0–0 | 0–2 | 1–1 | 0–0 | —   | 2–2 | 1–1 | 3–0 | 2–0 | 1–3 |
| Tuberos             | 1–0 | 2–0 | 1–1 | 5–2 | 2–2 | 3–0 | 1–2 | 3–0 | 1–2 | 0–0 | 0–0 | 0–2 | 3–0 | 3–2 | 1–1 | 2–1 | 4–0 | 6–1 | 3–0 | —   | 1–0 | 3–2 | 2–1 | 1–2 |
| UAEM/Coyotes        | 3–2 | 1–1 | 4–1 | 2–0 | 0–0 | 2–1 | 2–2 | 1–1 | 2–2 | 2–1 | 0–0 | 1–0 | 1–1 | 0–1 | 2–3 | 1–1 | 3–1 | 2–0 | 2–2 | 2–1 | —   | 2–2 | 2–0 | 1–4 |
| U.V. Córdoba        | 2–2 | 1–0 | 1–1 | 1–0 | 4–2 | 1–3 | 1–2 | 1–0 | 0–1 | 1–1 | 0–1 | 2–3 | 2–2 | 4–0 | 1–2 | 3–1 | 2–3 | 1–3 | 0–0 | 0–1 | 0–0 | —   | 2–2 | 1–1 |
| Ciudad Victoria     | 2–1 | 2–2 | 0–1 | 1–1 | 1–2 | 3–1 | 0–2 | 1–4 | 0–0 | 0–3 | 0–1 | 0–1 | 2–1 | 1–0 | 0–0 | 2–2 | 0–1 | 1–4 | 2–1 | 0–3 | 0–0 | 0–1 | —   | 0–2 |
| Zacatepec           | 3–0 | 4–0 | 1–0 | 3–0 | 5–0 | 6–1 | 2–0 | 1–1 | 2–1 | 0–0 | 2–0 | 3–1 | 1–0 | 1–0 | 4–0 | 2–2 | 4–1 | 5–1 | 4–1 | 1–0 | 1–0 | 6–1 | 0–0 | —   |

## Liguilla por el título

### Grupo A
| Pos. | Equipo              | Pts. | PJ | G | E | P | GF | GC | Dif. | Clasificación     |
| ---- | ------------------- | ---- | -- | - | - | - | -- | -- | ---- | ----------------- |
| 1    | Zacatepec           | 13   | 6  | 5 | 0 | 1 | 9  | 1  | +8   | Acceso a la final |
| 2    | Tuberos de Veracruz | 8    | 6  | 3 | 1 | 2 | 9  | 9  | 0    |                   |
| 3    | Morelos             | 7    | 6  | 2 | 1 | 3 | 8  | 10 | −2   |                   |
| 4    | Salamanca           | 3    | 6  | 1 | 0 | 5 | 5  | 11 | −6   |                   |

 Fuente: RSSSF

#### Resultados
| Local \ Visitante | MOS | SAL | TUB | ZAC |
| ----------------- | --- | --- | --- | --- |
| Morelos           | —   | 1–3 | 2–0 | 0–3 |
| Salamanca         | 0–2 | —   | 1–2 | 0–1 |
| Tuberos           | 3–3 | 3–1 | —   | 1–0 |
| Zacatepec         | 1–0 | 2–0 | 2–0 | —   |

### Grupo B
| Pos. | Equipo           | Pts. | PJ | G | E | P | GF | GC | Dif. | Clasificación     |
| ---- | ---------------- | ---- | -- | - | - | - | -- | -- | ---- | ----------------- |
| 1    | Irapuato         | 8    | 6  | 2 | 3 | 1 | 12 | 8  | +4   | Acceso a la final |
| 2    | Estado de México | 7    | 6  | 2 | 2 | 2 | 10 | 9  | +1   |                   |
| 3    | Atlético Morelia | 6    | 6  | 1 | 3 | 2 | 13 | 13 | 0    |                   |
| 4    | La Piedad        | 6    | 6  | 3 | 0 | 3 | 11 | 16 | −5   |                   |

 Fuente: RSSSF

#### Resultados
| Local \ Visitante | EDM | IRA | LPD | MOR |
| ----------------- | --- | --- | --- | --- |
| Estado de México  | —   | 1–1 | 3–2 | 4–2 |
| Irapuato          | 2–1 | —   | 5–1 | 1–1 |
| La Piedad         | 2–1 | 1–0 | —   | 4–3 |
| Morelia           | 0–0 | 3–3 | 4–1 | —   |

### Final
La serie final del torneo enfrentó a los equipos del Zacatepec y el Club Deportivo Irapuato. Siendo la ida en la ciudad de Irapuato y la vuelta en la selva cañera.
| 3 de mayo de 1978 | Irapuato | 0:1 | Zacatepec  | Estadio Irapuato, Irapuato |  |
|                   |          |     | Márquez ?' |                            |  |

| 7 de mayo de 1978                                                                   | Zacatepec                       | 3:1 (2:0) | Irapuato          | Estadio Agustín Coruco Díaz, Zacatepec de Hidalgo |                                        |
|                                                                                     | Hernández 24, 76' · Márquez 32' |           | García 77' (pen.) | Árbitro(s): Alfonso González Archundia            | Árbitro(s): Alfonso González Archundia |
| Zacatepec campeón de la Temporada 1977-78 y asciende a Primera División. Global 4-1 |                                 |           |                   |                                                   |                                        |

|                                |
| Zacatepec Campeón 4.to título. |